# بيلي أونغر
بيلي أونغر (بالإنجليزية: Billy Unger)‏ هو ممثل أمريكي، ولد في 15 أكتوبر 1995 في الولايات المتحدة.

## أعمال

### أفلام
- (2007)  كتاب الأسرار
- (2009)  فولت عالي[4]

## وصلات خارجية
- بيلي أونغر على موقع IMDb (الإنجليزية)
- بيلي أونغر على موقع روتن توميتوز (الإنجليزية)
- بيلي أونغر على موقع قاعدة بيانات الفيلم (الإنجليزية)